# Empoasca pikna
Empoasca pikna är en insektsart som beskrevs av Irena Dworakowska 1972. Empoasca pikna ingår i släktet Empoasca och familjen dvärgstritar. Utöver nominatformen finns också underarten E. p. piknala.